# حرب الخليج الأولى
حرب الخليج الأولى أو الحرب العراقية الإيرانية أطلقت عليها الحكومة العراقية آنذاك اسم قادسية صدام بينما عُرفت في إيران باسم الدفاع المقدس (بالفارسية: دفاع مقدس)، هي حرب نشبت بين العراق وإيران من سبتمبر 1980 حتى أغسطس 1988، انتهت بلا انتصار لطرفي الصراع وقبولهما لوقف إطلاق النار، وبالرغم من ذلك خلَّفت الحرب نحو مليون قتيل وخسائر مالية بلغت 400 مليار دولار أمريكي، ودامت لثمانِ سنوات لتكون بذلك واحدة من أطول النزاعات العسكرية في القرن العشرين وواحدة من أكثر الصراعات العسكرية دموية، أثَّرت الحرب على المعادلات السياسية لمنطقة الشرق الأوسط وكان لنتائجها بالغ الأثر في العوامل التي أدت إلى حرب الخليج الثانية والثالثة، أُضيفت لاحقاً صفة «الأولى» إلى اسم الحرب، لتمييزها عن الحرب التي تلتها، التي سمَّاها بعض المؤرخين والكُتَّاب حرب الخليج الثانية.
بدأت الحرب العراقية-الإيرانية على إثر التوترات التي نشبت بين البلدين عام 1980م، حيث بدأت الاشتباكات الحدودية المتقطعة العراقية البلدين، ثمَّ اتهمت حكومة بغداد إيران بقصف البلدات الحدودية العراقية في 4 أيلول 1980 معتبرة ذلك بداية للحرب، فعلى إثر ذلك قام الرئيس العراقي صدام حسين في 17 أيلول بإلغاء اتفاقية الجزائر عام 1975 مع إيران واعتبار مياه شط العرب كاملة جزءاً من المياه الإقليمية العراقية. واشتدت حدَّة الاشتباكات الحدودية لتصبح حرب شاملة بين البلدين بعد قيام القوات العراقية باجتياح الأراضي الإيرانية في 22 أيلول 1980. ولقد سبقها تاريخ طويل من النزاعات الحدودية، وكان دافع الحرب الخوف من أن تقوم الثورة الإيرانية (1979) بإلهام الأغلبية الشيعية بالعراق للقيام بتمرد، إضافة إلى رغبة العراق في استبدال إيران كقوة مهيمنة في الخليج العربي. أمل العراق بالاستفادة من الفوضى التي خلَّفتها الثورة في إيران فهاجم دون سابق إنذار رسمي، لكنه لم يحقق سوى تقدم محدود إلى داخل إيران وتمَّ صده سريعاً، واستعادت إيران كل الأراضي التي فقدتها بحلول يونيو 1982. أصبحت إيران الطرف المهاجم على مدى السنوات الست المقبلة. شارك عدد من الجماعات المسلحة كوكلاء في الحرب، أبرزهم حركة مجاهدي خلق تحالف مع العراق، بينما تحالفت الميلشيات الكردية العراقي التابعة للحزب الديمقراطي الكردستاني والاتحاد الوطني الكردستاني مع إيران - جميعها تعرضت لهزائم قوية بحلول نهاية الصراع.
استمرت الأعمال العدائية بين البلدين إلى 20 آب 1988، رغم دعوات مجلس الأمن لوقف إطلاق النار. انتهت الحرب بقرار مجلس الأمن رقم 598، الذي قَبِلَهُ الطرفان. في نهاية الحرب، استغرق الأمر عدة أسابيع لانسحاب القوات المسلحة الإيرانية من الأراضي العراقي والعودة إلى ما قبل الحرب التي حددتها اتفاقية الجزائر عام 1975. آخر أسرى الحرب تم تبادلهم في عام 2003.
كلفت الحرب كلا الطرفين خسائر بشرية واقتصادية: نصف مليون جندي عراقي وإيراني، مع عدد مماثل من المدنيين، يعتقد لقوا حتفهم، وعدد أكبر من الجرحى؛ رغم ذلك لم تجلب الحرب أي تعويضات أو تغييرات في الحدود. قورن الصراع بالحرب العالمية الأولى:171 من حيث الأساليب المستخدمة، بما في ذلك حرب خنادق على نطاق واسع مع أسلاك شائكة الممتدة عبر الخنادق، ومواقع الرشاشة الثابتة، والهجمات بالحربة وهجمات بموجات بشرية، والاستخدام واسع النطاق للأسلحة الكيميائية مثل غاز الخردل من قبل الحكومة العراقية ضد القوات الإيرانية والمدنيين والأكراد. دعمت العديد من البلدان الإسلامية والغربية العراق بالقروض والمعدات العسكرية وصور الأقمار الصناعية خلال هجماته ضد الأهداف الإيرانية.
لم يعترف مجلس الأمن بالعراق على أنَّه الطرف المعتدي بالحرب حتى 11 كانون الأول/ديسمبر 1991، بعد حوالي 12 سنة من غزو العراق لإيران وبعد 16 شهر من غزو العراق للكويت.

## الخلفية التاريخية

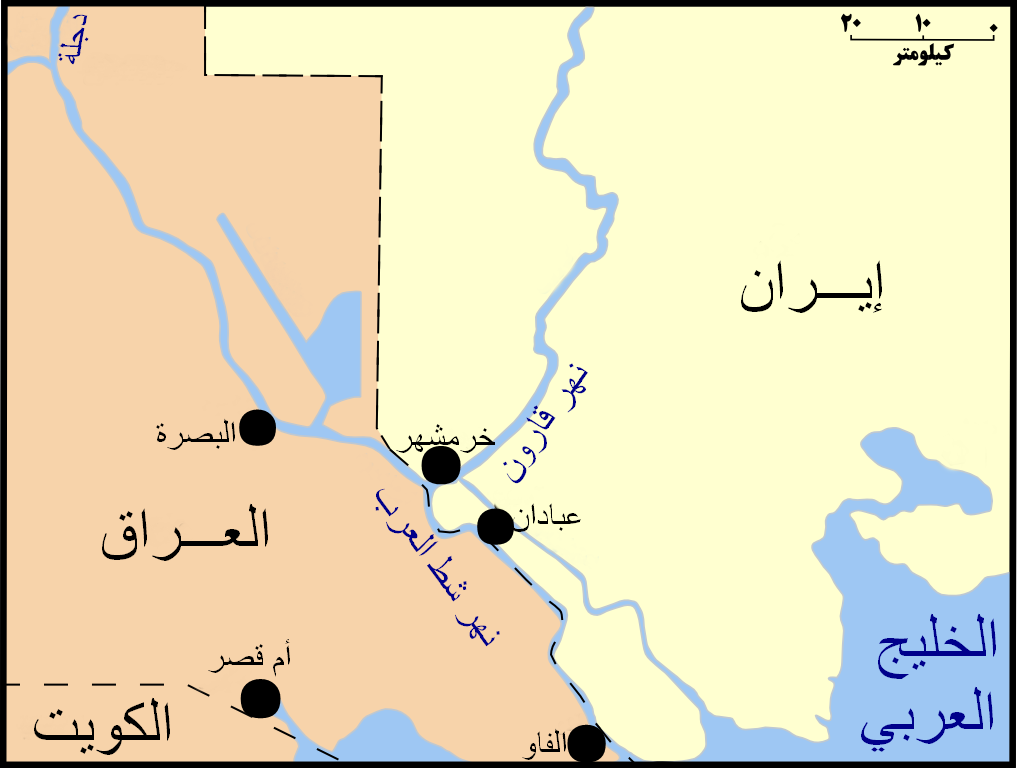
شط العرب

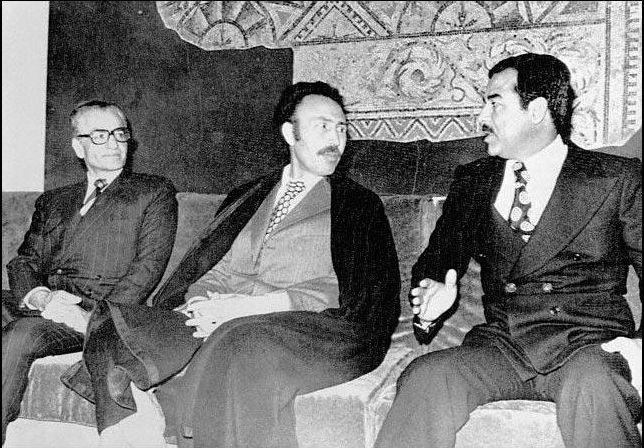
من اليمين صدام حسين، هواري بومدين، محمد رضا بهلوي، اتفاقية الجزائر 1975

شهد عام 1968 وصول حزب البعث إلى السلطة في العراق وذلك بعد انقلاب ابيض نفذ في 17 يونيو، وقد بدأت الخلافات الحدودية بين العراق وإيران بعدما قام شاه إيران محمد رضا بهلوي عام 1969 بإلغاء اتفاقية الحدود المبرمة بين إيران والعراق سنة 1937 وطالب بأن يكون خط منتصف النهر هو الحد الفاصل للحدود بين البلدين في شط العرب، وفي عام 1971 احتلت البحرية الإيرانية الجزر الإماراتية طنب الكبرى وطنب الصغرى وأبو موسى وقطع العراق علاقاته بإيران في ديسمبر 1971. وفي 1972 بدأ الصِدام العسكري بين إيران والعراق وازدادت الاشتباكات على الحدود وزاد نشاط الحركات الكردية المسلحة في الشمال، بعد وساطات عربية وقع العراق وإيران اتفاق الجزائر سنة 1975 واعتُبِر على أساسه منتصف النهر في شط العرب هو خط الحدود بين إيران والعراق، وتضمَّن الاتفاق كذلك وقف دعم إيران للحركات الكردية المسلحة في شمال العراق.
بعد قيام الثورة الإسلامية الإيرانية عام 1979 تأزَّمت العلاقات السياسية بين العراق وإيران. حيث تبادل البلدان سحب السفراء في مارس 1980 وخفض مستوى التمثيل الدبلوماسي في 4 أيلول 1980 اتَّهم العراق الإيرانيين بقصف البلدات الحدودية العراقية واعتبر العراق ذلك بداية للحرب، فقام الرئيس العراقي صدام حسين بإلغاء اتفاقية الجزائر عام 1975 مع إيران في 17 أيلول 1980 واعتبار مياه شط العرب كاملةً جزءاً من المياه الإقليمية العراقية، وفي 22 أيلول 1980 هاجم العراق أهدافاً في العمق الإيراني، وردَّت إيران بقصف أهدافٍ عسكريةٍ واقتصاديةٍ عراقيةٍ. وبالعودة إلى التصرُّف الفعلي إزاء اتفاقية الجزائر من جانب إيران نجد أنَّها ألغتها بالفعل قبل العراق، ولاتعترف بها فقد نشرت صحيفة اطلاعات الصادرة في طهران في 19 حزيران من عام 1979 حديثاً للدكتور صادق طباطبائي المساعد السياسي لوزارة الداخلية الإيرانية وهو ممثل الخميني في هذه الوزارة قال فيه: (إن الحكومة المركزية الإيرانية لا تتمسّك باتفاقية الجزائر).
ويقول عبد الجبار محسن، الناطق باسم القيادة العامة للقوات المسلحة العراقية حينذاك، إن التاريخ الرسمي للحرب نعتبره في أبريل/ نيسان لإنه هناك بدأت عملية ضرب الحدود العراقية بالأسلحة الثقيلة، أما ما حدث في سبتمبر/أيلول، فهو رد فعل لسلسلة عمليات عسكرية.
وكان مجلس الأمن الدولي قد أصدر قراره رقم 479 في 28 أيلول من عام 1980 يدعو فيه كلا الطرفين إلى وقف القتال والمبادرة إلى التفاوض لكن طرفي الصراع لم يبديا أي اهتمام بالقرار.

## ميزان القوى

### العراق

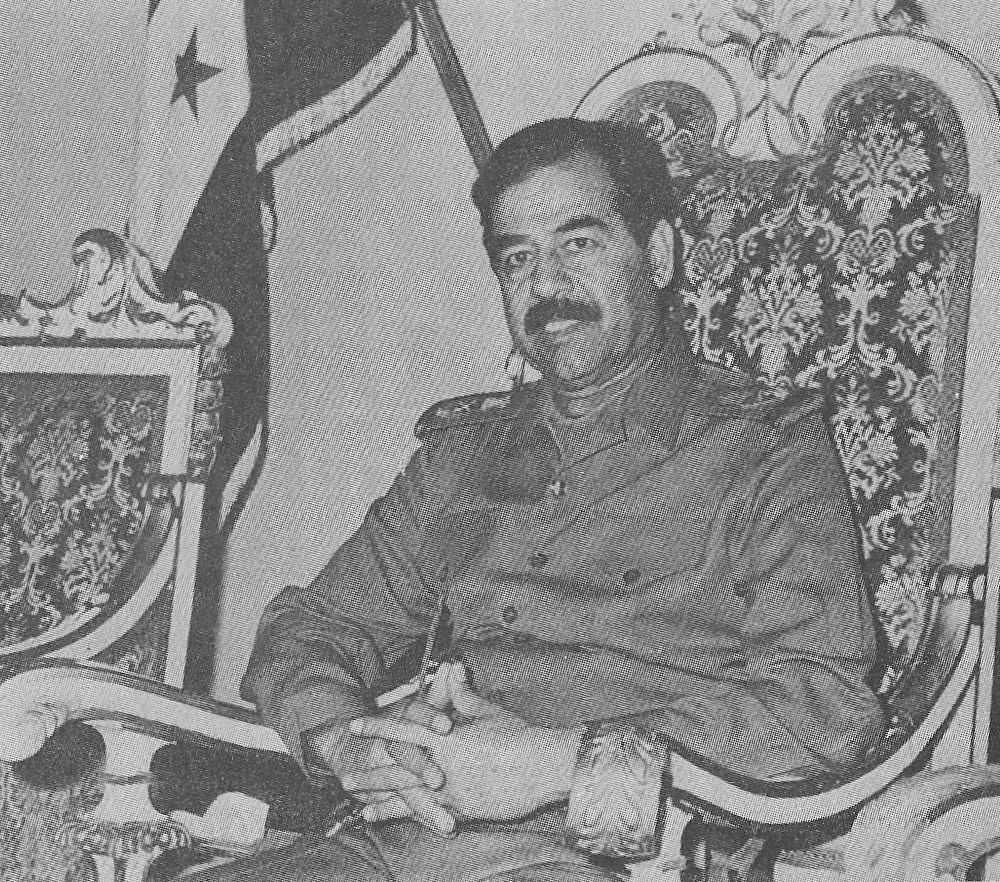
صدام حسين القائد الأعلى للقوات المسلحة العراقية

تألّفت القوات المسلحة العراقية من 222 ألف فرد عام 1980 منهم 190 ألف في القوات البرية فيما ينتسب الباقي لصفوف القوات الجوية والبحرية، كما توجد قوات شبه عسكرية ممثلة بالجيش الشعبي.
وتتألّف التشكيلات الأساسية للجيش العراقي من 12 فرقة عسكرية؛ منها 5 فرق مدرعة وبقية الفرق ما بين فرق مشاة ومشاة آلية. ويقدر عدد الدبابات بنحو 1740 دبابة غالبيتها طراز تي-54 وتي-55 وتي-62 والقليل من دبابات تي-72، وخلال فترة مابين 1970–1979 تسلم العراق نحو 700 دبابة تي-62 و 300 دبابة تي-55 و50 دبابة تي-72 من الاتحاد السوفيتي، وكان من المقرّر أن تصل إلى العراق المزيد من دبابات تي-72 بحراً إلى إلّا أنها عادت أدراجها فور نشوب الحرب وفرض موسكو حظراً للسلاح على العراق.
| - الفرقة الأولى الآلية (الديوانية) - الفرقة الثانية مشاة (كركوك) - الفرقة الثالثة المدرعة (تكريت) - الفرقة الرابعة مشاة (الموصل) - الفرقة الخامسة الآلية (البصرة) - الفرقة السادسة المدرعة (بعقوبة) - الفرقة السابعة مشاة (السليمانية) - الفرقة الثامنة مشاة (أربيل) | - الفرقة التاسعة المدرعة (السماوة) - الفرقة العاشرة المدرعة (بغداد) - الفرقة الحادية عشر مشاة (السليمانية) - الفرقة المدرعة الثانية عشر (دهوك) - اللواء 31 قوات خاصة - اللواء 32 قوات خاصة - اللواء 33 قوات خاصة |

القوة الجوية العراقية تضم عام 1980 نحو 18 ألف فرد وهي مجهزة بـ 5 أسراب اعتراضية مسلّحة بطائرات ميج-21 و 14 سرب هجوم أرضي منها 4 أسراب ميج-23بي و3 أسراب سوخوي-7بي و4 أسراب سوخوي-20 وسرب طائرات هوكر هنتر وسرب إليوشن-28 وسرب توبوليف تو-22.
تضم الأسراب ما مجموعه 332 طائرة على النحو التالي:
| - 115 طائرة ميج-21 - 80 طائرة ميج-23بي - 40 طائرة سوخوي-7بي - 60 طائرة سوخوي-20 | - 15 طائرة هوكر هنتر - 10 طائرات إليوشن-28 - 12 طائرة توبوليف تو-22 |

قوة الدفاع الجوي تتألّف من 10 آلاف فرد ومجهزة بمنظومات الدفاع جوي تضم بطاريات صواريخ سام 2 وسام 3 وسام 6 وصواريخ كورتل والمدافع المضادة للطائرات. فيما لم يتجاوز حجم البحرية العراقية عن الأربعة آلاف منتسب، التسليح الأساسي للقوة يتضمن زوارق الصواريخ وسفن الأبرار.

### إيران
قبل سقوط نظام الشاه في فبراير 1979 كانت القوات المسلحة الإيرانية تتألف من 415,000 فرد، منهم 285,000 يخدمون بالقوات البرية و 100,000 في سلاح الجو و 30,000 في البحرية. إضافة إلى ذلك توجد قوات الجندرمة التي تضم 75,000 فرد.
بعد الثورة الإسلامية خُفّضت أعداد القوات المسلحة حيث أعلن وزير الخارجية الإيراني إبراهيم يزدي في 3 أيار 1979 أن الحكومة الإيرانية تنوي تخفيض عدد الجيش إلى النصف فخفضت أعداد القوات المسلحة إلى 240.000، ليصبح تعداد الجيش 150,000 وسلاح الجو 70,000 والبحرية 20.000، وإلى جانب الجيش استحدثت الجمهورية الإسلامية قوات مسلحة جديدة عرفت باسم الحرس الثوري ضمت قبل الحرب 30,000 فرد.
القوات البرية الإمبراطورية تألفت في بداية عام 1979 أي قبل سقوط نظام الشاه من 285,000 فرد، التشكيلات الأساسية للقوات البرية هي 10 فرق عسكرية منها أربعة فرق مدرعة وتضم كل فرقة مدرعة 6 كتائب دبابات و 5 كتائب آلية، وبالإضافة إلى ذلك تتواجد 4 ألوية مستقلة لا تتبع الفرق العشرة:
| - الفرقة المدرعة 92 (خوزستان) - الفرقة المدرعة 81 (كرمانشاه) - الفرقة المدرعة 16 (قزوين) - الفرقة المدرعة 88 (سيستان وبلوشستان) - فرقة المشاة 28 (كردستان) - فرقة المشاة 64 (رضائية) - فرقة المشاة 77 (خراسان) | - فرقة الحرس الإمبراطوري 1 (بعد الثورة فرقة المشاة 21) - فرقة الحرس الإمبراطوري 2 (بعد الثورة فرقة المشاة 21) - فرقة مشاة احتياط (تبريز) - لواء مشاة 84 (خرم آباد) - لواء قوات خاصة 23 (طهران) - اللواء المدرع 37 (شيراز) - اللواء المظلي 55 (شيراز) |

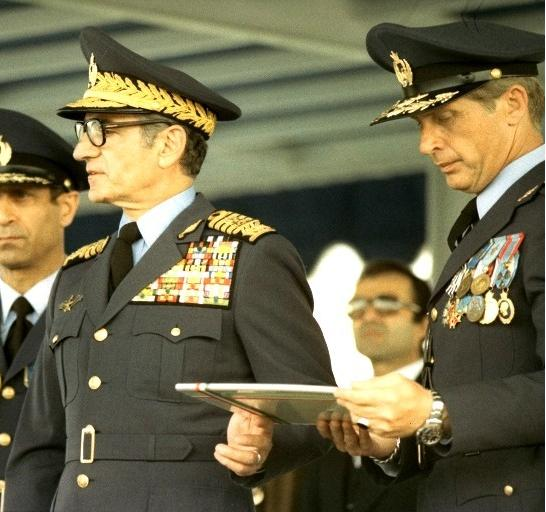
شاه إيران محمد رضا بهلوي مع قادة سلاح الجو الإيراني الامبراطوري

دبابات القتال الرئيسية تقدر بـ 1735 دبابة منها 400 دبابة M-47 باتون تسلمتها إيران في نهاية الخمسينيات وجرى تحديثها ما بين 1970-1972 ، أما الدبابات الحديثة التي تسلمتها في السبعينيات فتضمنت 460 دبابة إم-60 باتون و894 دبابة تشيفتن
المركبات المدرعة في الجيش الإيراني تشمل 250 مدرعة سكوربيون. و325 مدرعة إم 113 و 270 بي تي أر-50 و 300 بي تي أر-60، كما امتلك الجيش الإيراني مخزونا كبيرا من قواذف الصواريخ الموجهة المضادة للدروع بي جي إم-71 تاو ودراغون.
القوات الجوية الإيرانية عام 1979 تضم 100,000 فرد، منهم 5,000 طيار وما لا يقل عن 520 طائرة حديثة وحوالي 100 طائرة نقل بمجموع 12 سرب لطائرات إف - 4 فانتوم و 11 سرب لطائرات نورثروب إف-5 و 4 أسراب لطائرات إف - 14 توم كات.
- 225 إف-4 فانتوم (منهم 32 طائرة من فئة F-4D ومن الفئة الأحدث F-4E نحو 177 طائرة و16 استطلاع.[35])
- 181 نورثروب إف-5 (منهم 15 طائرة استطلاع إف-5[36])
- 79 إف - 14 توم كات.[37]

المروحيات الهجومية تتألف من 205 مروحية هجومية من نوع إيه إتش-1 كوبرا كما ضم سلاح الجو الإيراني قوات الدفاع الجوي التي تضم بطاريات صواريخ إم آي إم-23 هوك وحوالي 1,800 مدفع مضاد للطائرات.
وتضم البحرية الإيرانية 30,000 فرد وهي تمتلك 3 مدمرات و4 فرقاطات من فئة فوزبر مارك 5 وعدة زوارق صواريخ فرنسية «كومباتانت II» وسفن ألغام وعدة عبارات هوفر كرافت.

## الحرب

### 1980: الغزو العراقي

غلاف مجلة التايم الأمريكية في 6 تشرين الأول 1980، ويظهر في الغلاف صورة لبرميل نفط رسم في وسطه الخليج العربي وتظهر النيران تشتعل به

شهدت نهاية سنة 1980 مناورات حدودية بين كلا الجانبين، وبعد اشتباكات حدودية عدة متقطعة في أيار–آب 1980، اشتدت حدة المعارك الحدودية في شهر أيلول، وفي 10 أيلول أعلن في العراق عن تحرير عدة قرى حدودية من الجيش الإيراني، وفي 17 أيلول أعلن الرئيس العراقي عن إلغاء اتفاقية الجزائر 1975، وسيادة العراق على كامل أراضيه لتعبر بعدها الوحدات والتشكيلات البرية العراقية في 22 أيلول الحدود الدولية المشتركة مع إيران، لتصبح تلك الحدود مسرحا لأطول حرب يشهدها القرن العشرين وأحد أكثر الحروب دموية في منطقة الشرق الأوسط.
ودولياً أثارت الأنباء حول تصاعد حدة الاشتباكات بين العراق وإيران والقتال الدائر حول شط العرب مخاوفاً من تأثر أمدادات النفط العالمية لا سيّما كون العراق وإيران من أكبر مُصدّري النفط في العالم كما أثارت مخاوفا من امتداد نطاق الحرب في الخليج العربي أحد أكثر مناطق العالم ثراءاً بالنفط وهو ما عبّرت عنه مجلة التايم الأمريكية في إصدارها في 6 تشرين الأول 1980، على غلاف الصفحة الأولى ببرميل نفط ينفجر ويشعل منطقة الخليج العربي التي رسمت في وسط البرميل.

#### الضربة الجوية

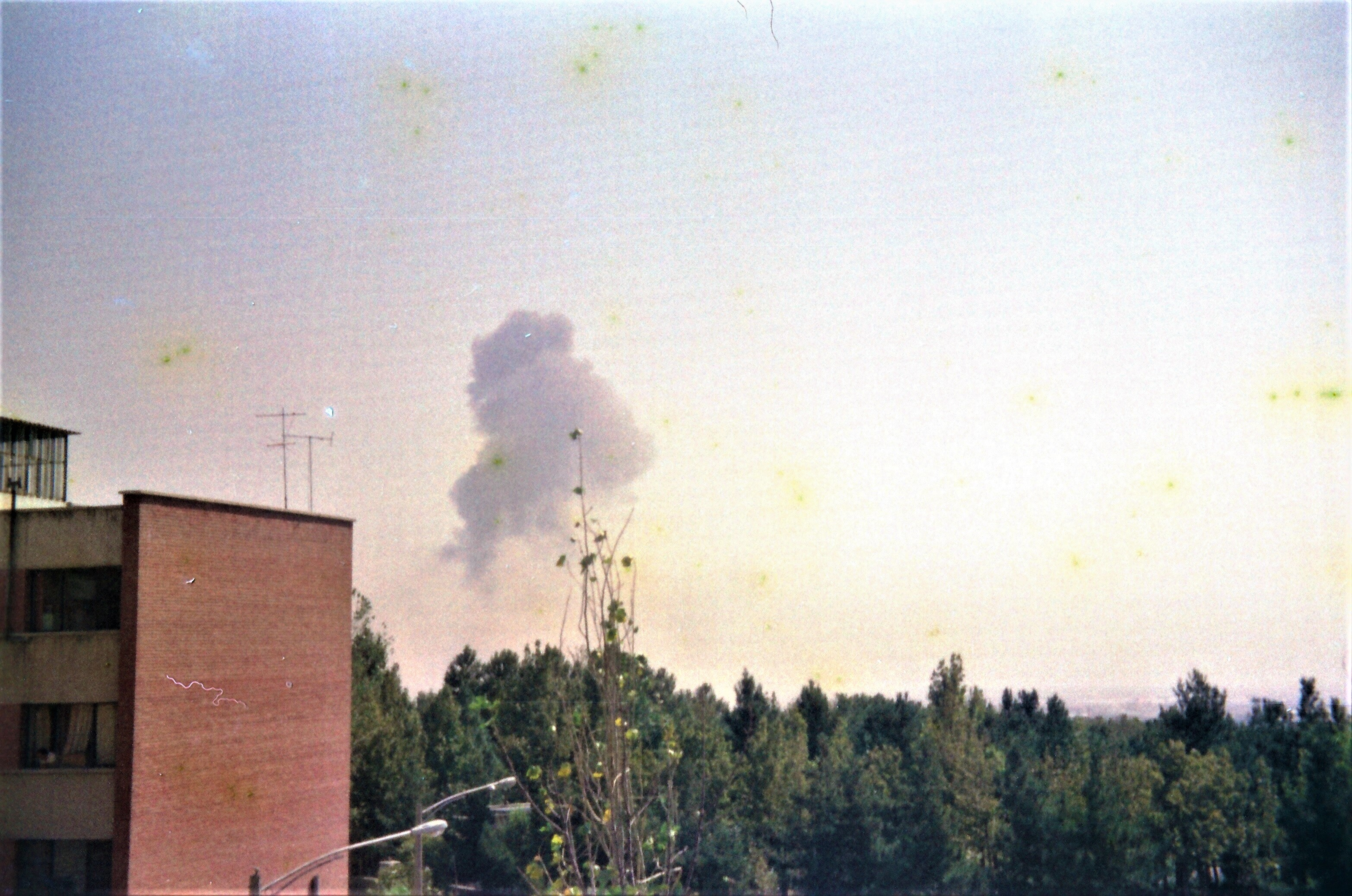
انفجار في مطار مهرآباد في طهران بعد الضربة الجوية العراقية في 22 سبتمبر 1980

قبيل الهجوم البري خططت القيادة العسكرية العراقية لشن ضربة جوية تهدف إلى تحييد سلاح الجو الإيراني على الأرض بهدف تمهيد الطريق للقطاعات البرية للعبور إلى داخل العمق الإيراني ومحاكاة للنجاح الذي حققه الطيران الإسرائيلي في حرب 1967 والطيران المصري في حرب 1973.
وطبقاً للخطة شنت الطائرات العراقية هجومها في ظهيرة يوم 22 أيلول على مجموعة من الأهداف الإيرانية على شكل موجتين من المقاتلات والقاذفات بنحو 192 طائرة في الموجة الأولى و 60 طائرة في الموجة الثانية، واستهدفت في الضربة 8 قواعد جوية لسلاح الجو الإيراني إضافة إلى 4 مطارات و 4 منشآت عسكرية للجيش الإيراني، وقد تمكنت 3 طائرات ميج-23 عراقية من ضرب أهدافها في العاصمة الإيرانية طهران حيث قصفت مطار مهرآباد ودمرت خلال الغارة طائرة إف-4 فانتوم كانت متوقفة بالمطار.

طيارون عراقيون يستعدون لضرب أهداف إيرانية جديدة خلال الحرب العراقية الإيرانية وتظهر خلفهم طائرات الميراج إف1

لم تحقق الضربة الجوية أهدافها المخططة لها، فقد كانت الأضرار بسيطة نسبيا فعلى العكس من حرب 1973 كان الطيران المصري مزوداً بمواقع تمركز القوات الإسرائيلية في سيناء بفضل صور الأقمار الصناعية السوفيتية وصور طائرات الاستطلاع ميج-25 وهو ما لم يتوافر للطيران العراقي، إضافة إلى أن العتاد المستخدم في الهجوم كان خفيفا لأسباب تتعلق بمدى الطيران وحمولة الطائرات، كما كانت الطائرات الإيرانية تتواجد في منشآت دفاعية محصنة.
ومع إطلالة فجر يوم 23 أيلول شن الطيران الإيراني هجومًا مضادًا على العاصمة العراقية بغداد لتدوي صافرات الإنذار لأول مرة في أحياء العاصمة، وأعلنت القيادة العامة للجيش العراقي عن إسقاط 68 طائرة معادية، وكان الطرفان يبالغان في تقدير خسائر العدو لكل منها في بداية الحرب. وقد شملت الضربة الجوية الإيرانية عدة مناطق حيوية في العراق.
في نفس اليوم 23 أيلول أصدر الرئيس الإيراني أبو الحسن بني صدر قرارا بالإفراج عن ضباط سلاح الجو المعتقلين، وأرسل بعضهم فوراً للالتحاق بوحداتهم بينما أدخل البعض في دورات تعليمية للتعرف على جرائم الشاه ونظامه.

#### الهجوم البري

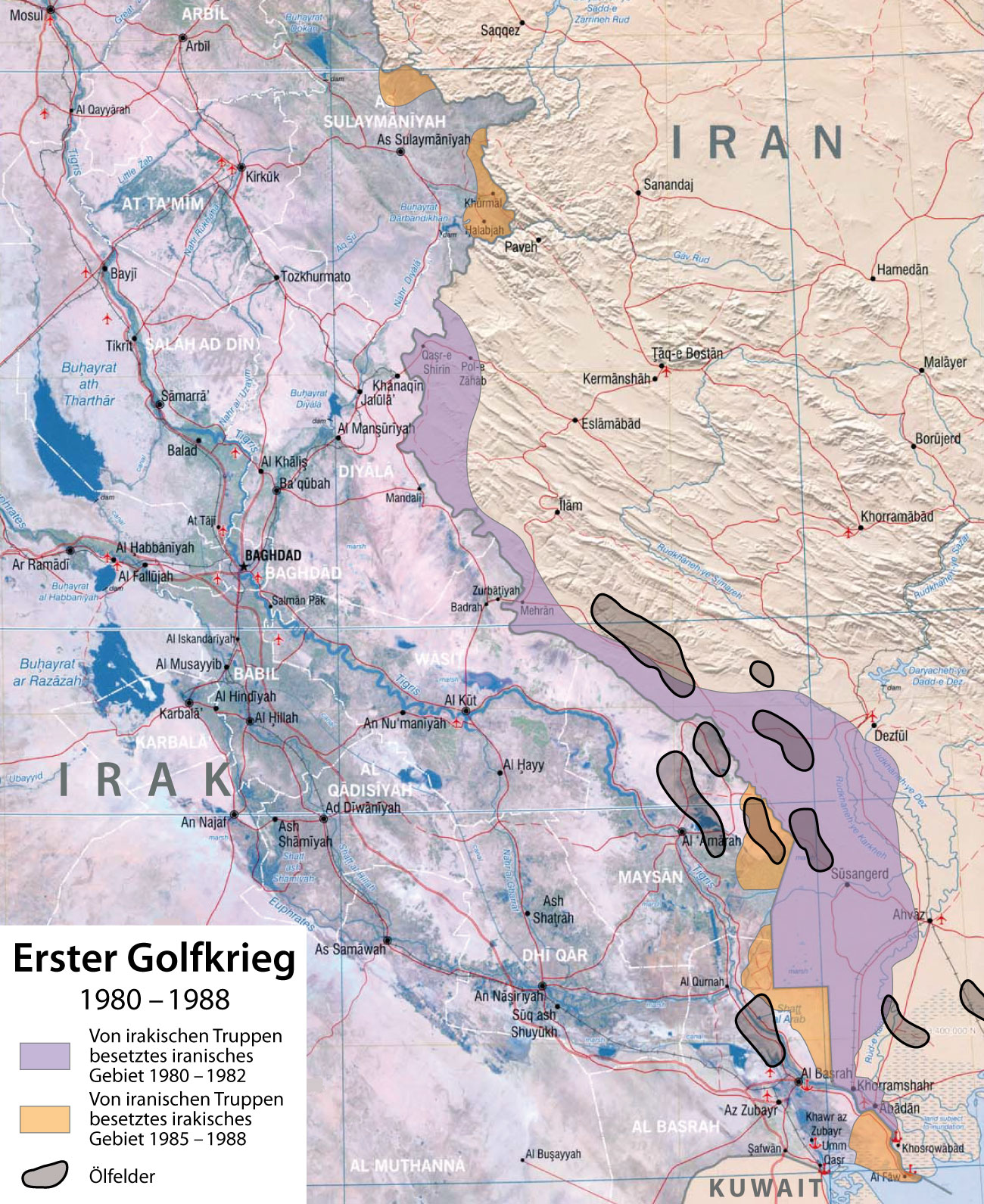
المناطق المستولى عليها من قبل القوات العراقية بالبنفسجي وتظهر بالخارطة مواقع الحقول النفطية

جسر نصب على نهر لعبور الدبابات والآليات

بعد الضربة الجوية دفع الجيش العراقي وحداته العسكرية إلى الأراضي الإيرانية على امتداد جبهة بطول 800 كيلو متر.
وقسمت الجبهة إلى 3 مناطق عسكرية:
- المنطقة العسكرية الشمالية ومركز قيادتها كركوك (فرقة مدرعة وفرقة مشاة آلية وفرقتا مشاة وفرقة مشاة جبلية)
- المنطقة العسكرية الوسطى ومركز قيادتها بغداد (فرقتان مدرعتان وفرقة مشاة ولواء حرس جمهوري)
- المنطقة العسكرية الجنوبية ومركز قيادتها الناصرية (فرقة مدرعة وفرقتا مشاة آلية)

في الجنوب تقدمت القوات العراقية نحو محافظة خوزستان التي تتمركز فيها الفرقة المدرعة 92 واستطاعت القوة العراقية عبور نهر شط العرب والتقدم شرقا، ثم أكملت عبورها لنهر قارون في 11 تشرين الأول في 24 تشرين الأول سقطت المحمرة بيد القوات العراقية أكملت القوات العراقية تقدمها في هذا القطاع حتى توقفت قبالة مدينتي ديزفول والأهواز.
في قاطع كيلان غرب شنت القوات العراقية هجوما على حوض سومار ودمرت أكثر من جحفل معركة إيراني فيما انسحبت الوحدات المدرعية الإيرانية إلى العمق عبر الشعاب والوديان، وكانت كل من الفرقة الرابعة والثامنة إضافة إلى اللواء المدرع العاشر من الفرقة العاشر قد شرعت في التقدم إلى سومار عبر مندلي، فيما قامت الفرقة الثانية عشر بالانطلاق نحو نفط شهر ثم التقت مع القوات الأمامية للفرقتين الرابعة والثامنة، كان الهدف النهائي للفرق الثلاث التقدم إلى العمق نحو كيلان غرب.
في الشمال استولت الفرق العراقية على قصر شيرين، وبحلول نهاية عام 1980 كانت القوات العراقية قد استولت على شريط حدودي بطول 800 كم من قصر شيرين شمالاً حتى المحمرة جنوباً بعمق يتراوح من 20-60 كم داخل الأراضي الإيرانية.
في بداية تشرين الأول عرض مجلس الأمن اقتراحاً لوقف إطلاق النار رُفض من قبل إيران كما عرض العراق وقفا لإطلاق النار في 4 تشرين الأول والجلوس على مائدة المفاوضات.
في 7 نوفمبر نفّذ الجيش الإيراني عملية إبرار على ميناء البكر النفطي بجنوب البصرة، لكن سرعان ما تمكنت القوات العراقية من استرجاع الميناء في أقل من 24 ساعة، كما أعلن الرئيس العراقي في 7 نوفمبر عن وقف تقدم قواته وأن العراق سيحتفظ بالأراضي الإيرانية المستولى عليها وأن الجيش سينتهج إستراتيجية دفاعية، وبحلول ديسمبر كانت القوات العراق قد استكلمت احتلال منطقة الشوش.
مع نهاية عام 1980 انخفضت حدة القتال وسارعت القوات الإيرانية بدفع قواتها إلى الجبهة وإعادة تنظيم صفوفها، بينما حافظت القوات العراقية على الشريط الحدود التي استولت عليه.

### 1981

أفراد الجيش العراقي

في بداية يناير 1981 شنت إيران هجوما مضادا في نواحي سوسنكرد (الخفاجية)، حيث قامت فرقة مدرعة إيرانية بعبور نهر الكرخة والاتجاه غربا نحو سوسنكرد بهدف اختراق الدفاعات العراقية، بدأ الهجوم الإيراني ناجحا وتمكنت الفرقة المدرعة من التوغل في عمق الدفاعات العراقية قبل أن يتمكن العراقيون في غضون أيام قليلة من تطويق القوة المهاجمة وإبادتها، تكبدت القوة الإيرانية في الهجوم خسائر ثقيلة قدرت بـ 100 دبابة ما بين تشفتين وإم-60 واستولى العراقيون على 150 دبابة أخرى فيما كانت خسائر العراقيين نحو 50 دبابة تي-62.
وكانت القيادة العامة للجيش العراقي قد أعلنت في 6 يناير 1981 أنها قتلت 381 جندي إيراني ودمرت 43 دبابة وأسقطت طائرتين إف - 4 فانتوم وطائرة عمودية واحدة، وأن خسائرها 29 قتيل و 3 دبابات و3 مدافع ، في اليوم التالي أذاعت القيادة العامة للقوات المسلحة العراقية في 7 يناير بياناً ذكرت فيه أنها دمرت لواء مدرع إيراني وقتلت المئات من أفراده وأسرت العشرات وأنها استولت على 51 دبابة و13 ناقلة أشخاص مدرعة و30 عجلة مختلفة، وأن القوات الجوية تمكنت من إسقاط طائرتين إف-5 باشتباك جوي
في نهاية شهر أيار هاجمت القوات العراقية في ليلة 28/29 أيار مدينة دهلران في القطاع الأوسط ومع بداية النهار وتحت قصف مدفعي قوي اقتحمت المدينة من عدة جهات، وشرعت تطهرها من القوات الإيرانية الموجودة داخلها، إلا أن الإيرانيين كانوا قد أخلوا المدينة ليلا وانسحبوا إلى المناطق الجبلية حولها، تمكنت القوة العراقية من السيطرة على المدنية طوال اليوم ثم انسحبت مع حلول الليل إلى مواقعها في الخطوط العراقية بلغت الخسائر الإيرانية في هذه الإغارة 96 قتيلاً، وعدداً من الجرحى، و4 أسرى، وتدمير عدة مَواقع ومعدات. واستيلاء القوات العراقية على مدفعَين و30 طناً من معدات وذخائر وأسلحة خفيفة.
في 7 يونيو استغلت إسرائيل انشغال الدفاعات الجوية العراقية المنشغلة على الجبهة الإيرانية فشنت الطائرات الإسرائيلية هجوما على المفاعل النووي العراقي الواقع في التويثة قرب بغداد وكان وحولته إلى مجرد أنقاض خلال ثوان معدودة من القصف. وبررت إسرائيل، التي كان مناحيم بيغن رئيس وزرائها آنذاك، قصف المفاعل بأن العراق كان يطور أسلحة نووية، في 21 يونيو قتل اللواء مصطفى شمران وزير الدفاع الإيراني خلال المواجهات مع الجيش العراقي في القاطع الجنوبي.
في أيلول 1981 نفذت إيران عملية واسعة أسفرت عن فك الحصار عن عبادان ودفع القوات العراقية إلى ما وراء نهر كارون في حين ذكر متحدث عراقي أن القوات العراقية التي كانت ترابط على الضفة الشرقية لنهر كارون قد انسحبت إلى الضفة الغربية لعدم وجود أسباب إستراتيجية تدفعها للبقاء بالغرب.
خلال الحرب قدمت الدول الخليجية الدعم اللوجستي والاقتصادي للعراق، وفتحت الكويت موانئها للعراق فكانت تعبر الحدود الكويتية إلى العراق ما بين 500 إلى 1,000 شاحنة ثقيلة يوميا سنة 1981، في أبريل وديسمبر 1981 أقرضت الكويت العراق ما مجموعة ملياري دولار بدون فوائد بعد قرض عقد للعراق في خريف عام 1981 بمبلغ ملياري دولار بلا فوائد، السعودية عقدت قرضاً 10 مليارات دولار في نهاية هذا العام، قطر عقدت قرضاً بمليار دولار إضافة إلى إماراتي أبو ظبي ورأس الخيمة بمبلغ 1 إلى 3 مليارات دولار.
وكانت إيران قد حذرت الدول الإقليمية بإنها ستتخذ إجراءات مناسبة تجاه أي دولة تحول دعمها الحذر لبغداد إلى تعاون فعال، ونتيجة لذلك تعرضت المراكز الحدودية الكويتية في الشمال لغارات جوية من قبل الطائرات الإيرانية في 12 و16 نوفمبر 1980.، فيما تعرضت مصفاة أم العيش النفطية بالكويت لغارة جوية في 1 تشرين الأول 1981 وبالرغم من نفي طهران مسؤليتها إلا أن طائرة أواكس تتخذ من السعودية مقراً لها أفادت بأنها تتبعت الطائرة المهاجمة من قواعدها في إيران. كما أسقطت الدفاعات الجوية الكويتية خلال هذا العام طائرة إف - 4 فانتوم إيرانية بصاروخ إستريلا 2 بعد اختراقها المجال الجوي الكويتي في العبدلي شمال الكويت
في نهاية 1981 تعرضت القيادة الإيرانية لنكسة على إثر سقوط طائرة نقل عسكرية من طراز سي-130 هيركوليز كان على متنها كل من القائد العام للقوات الإيرانية الكولونيل سيد موسى ووزير الدفاع الإيراني، ورئيس الأركان وقائد القوات الجوية.

### 1982

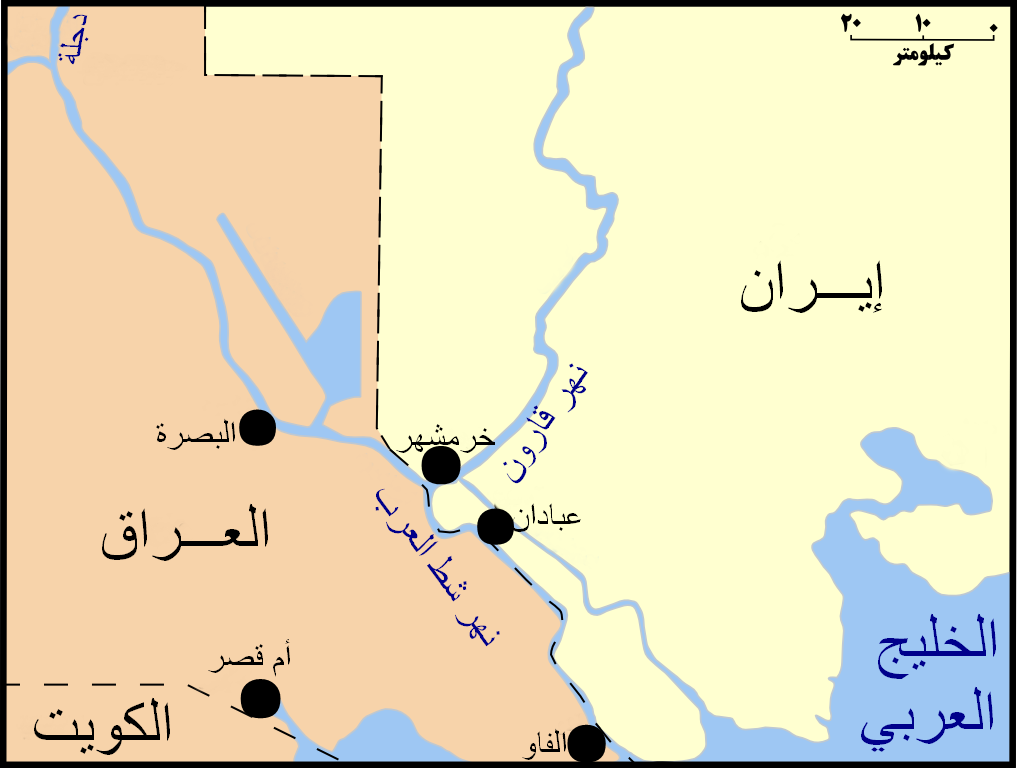
القطاع الجنوبي

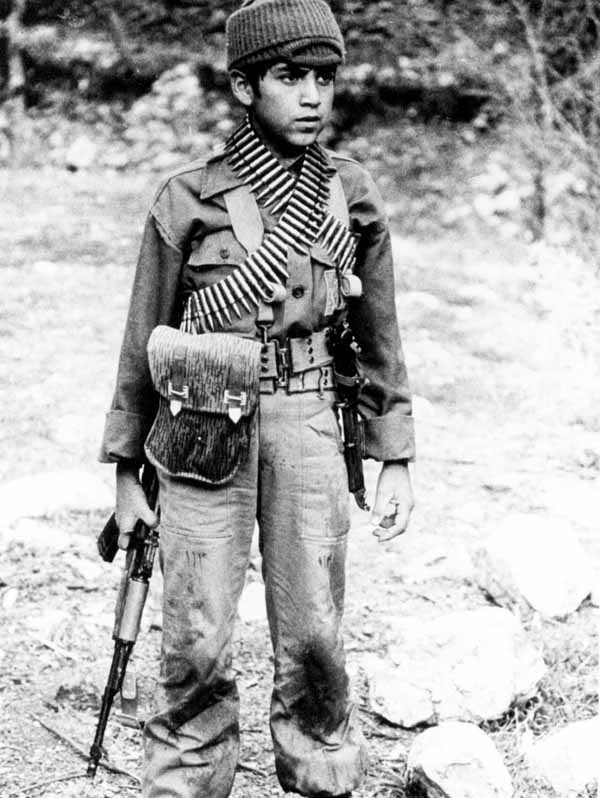
طفل إيراني على الجبهة الإيرانية

بعد انقضاء فصل الشتاء شنت القوات الإيرانية في 22 مارس هجومها الذي أطلقت عليه اسم «فتح» على قوات الفيلق العراقي الرابع المتمركزة في قاطع الشوش-ديزفول، تشكلت القوات الإيرانية المهاجمة من فرقتين الأولى مدرعة والثانية مشاة دعمت القوة بلواء مظلي وكتيبة صاعقة إضافة إلى 20 ألف جندي من الحرس الثوري، نجحت القوة الإيرانية في تحقيق اختراق بعمق 20 كم بطول 100 كم على الجبهة وأجبرت قوات الفيلق الرابع على التراجع إلى خطوط دفاعية جديدة.
في نهاية 26 أيار استولت القوات الإيرانية على المحمرة لتصل إلى الحدود الدولية الأمر إلى دفع الحكومة العراقية إلى عرض مبادرة لوقف إطلاق النار في يونيو 1982 واللجوء إلى التحكيم للوصول إلى حل للنزاع بين البلدين، وقد أعلنت الحكومة العراقية في 20 يونيو 1982 عن عزمها سحب الجيش العراقي من الأراضي الإيراني خلال 10 أيام وتم الانسحاب فعلاً في 30 يونيو.
رفضت إيران المبادرة العراقية واشترطت أن تدفع الحكومة العراقية 150 مليار دولار كتعويضات وأن يحاكم الرئيس العراقي صدام حسين أمام محكمة دولية باعتباره المسؤول عن نشوب هذه الحرب وان تعطى القوات الإيرانية الحق بالعبور من خلال العراق للاشتراك في القتال الدائر بلبنان.
في منتصف يونيو شنت إيران عمليتها العسكرية التي حملت اسم رمضان في 13 يونيو 1982 والهدف كان احتلال البصرة ثاني أكبر مدن العراق وعاصمة الجنوب العراقي، حشدت إيران قوات الباسيج والباسداران في واحدة من أكبر المعارك البرية منذ 1945.
خلال الصيف كان سلاح الهندسة قد عمل على بناء الدفاعات العسكرية لمدينة البصرة تضمنت الدفاعات بناء خطين دفاعيين شرق البصرة تفصل بينها عدة كليومترات وزرعت الألغام وبنيت الحواجز والمصدات والأسلاك الشائكة والخنادق وحفرت الحفر للمدفعية إضافة إلى توسيع بحيرة الأسماك.
كلفت بغداد الفيلق الثالث للدفاع عن البصرة ضم الفيلق 9 فرق عسكرية منها 4 مدرعة وفرقة مشاة آلية و4 فرق مشاة، إيران حشدت للهجوم 4 فرق مدرعة وفرقتي مشاة ولواء مدرع مستقل ولواءين مشاة مستقلين وما بين 40 إلى 60 ألف مقاتل من الحرس الثوري والمتطوعين
أستخدمت طهران الموجات البشرية لعبور حقول الألغام والتحصينات الدفاعية، شارك في هذه الموجات متطوعون من عمر التاسعة حتى ما فوق الخمسين ، لم تحقق العملية العسكرية رمضان نجاحاً لطهران سوى أنها كبدت القوات الإيرانية المزيد من الخسائر.
بدء الهجوم الإيراني الأول على البصرة في مساء 13 يوليو وتألف الهجوم من الفرقة المدرعة 92 والفرقة 30 ولواء مشاة من الفرقة 77 وحوالي 30 ألف من قوات الحرس الثوري في الساعة العاشرة مساء، حيث تقدمت القوات الإيرانية تحت ستر الظلام وهاجمت الدفاعات العراقية قرب البصرة، نجح الهجوم الإيراني في تحقيق اختراق بعمق 15-20 كم قبل أن يتوقف الهجوم بعد اثني عشرة ساعة من القتال في صباح يوم 14 يوليو.
بعد توقف الهجوم في الساعة 10 صباحا سارع العراقيون بشن هجوم مضاد بحجم 3 ألوية مشاة كل لواء يضم كتيبة دبابات دعمت بالمدفعية والطائرات العمودية المسلحة، اسفر الهجوم العراقي عن تدمير القوة المخترقة واجبارها على الارتداد لمسافة 7-15 كم.
كررت القوات الإيرانية الهجوم مرة أخرى في أيام 16 يوليو و21 يوليو و23 يوليو وأخير في 28 يوليو قبل أن تسترد القوات العراقية معظم الأراضي بهجمات مضادة في 29 و30 يوليو.

### 1983

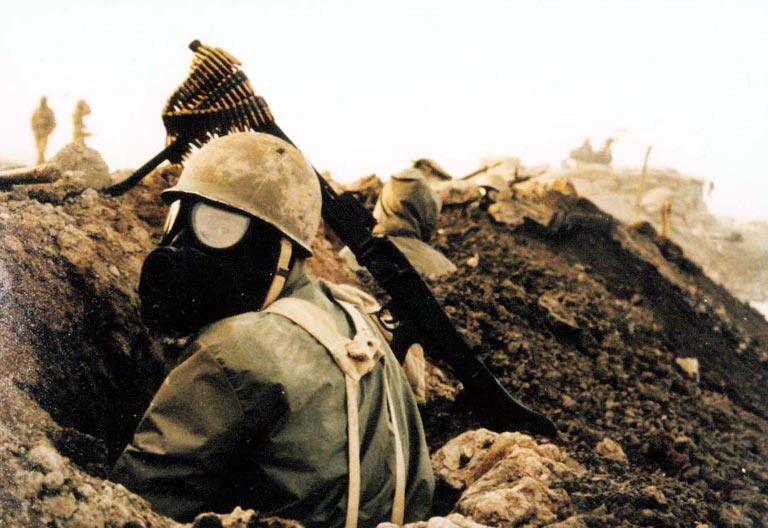
جندي إيراني مرتديا قناع الغاز

في ليلة 6 فبراير شنت إيران هجوماً ليلياً كبيراً بالمشاة قرب مدينة العمارة بقوة مكونة من 6 فرق بإجمالي 50,000 جندي ضد الفيلق العراقي الرابع المكون من 7 فرق بـ 50,000 إلى 55,000 جندي، وكان الطقس آنذاك ممطراً لمنع المروحيات الهجومية العراقية من الطيران، هدف الإيرانيون إلى جعل القائد العراقي يدفع باحتياطياته لصد الاختراق الإيراني ثم يقوم الإيرانيون بقطع طريق على خط بغداد-البصرة.
إلا أن القائد العراقي احتفظ باحتياطياته خلف الخط الدفاعي العراقي الأول الذي أصبح منطقة قتل للأنساق الإيرانية، بحلول الصباح كانت المنطقة مكشوفة للطيران العراقي الذي نفذ غاراته بنجاح وأعلن انه قام 150 طلعة في هذا اليوم.
في نفس اليوم 8 فبراير شنت القوات الإيرانية هجوماً جديدا بالموجات البشرية في نهاية هذا اليوم منيت القوات الإيرانية بأكثر من 6,000 قتيل.
في اليوم التالي هاجمت الفرقة المدرعة 92 المكونة من لواءين مدرعين هجوماً ضد أضعف منطقة في الدفاعات العراقية وتمكنت من أختراقها، إلا أن المدرعات العراقية شنت هجوما مضادة حاصرت على أثره بعض وحدات الفرقة، فدمرت اللواء الأول بينما أسر اللواء الثاني، انتهى القتال في 10 فبراير باستيلاء القوات الإيرانية على شريط ضيق من الأراضي.
في نهاية 1983 قدرت خسائر إيران والعراق في الأرواح منذ بداية الحرب بـ 120.000 قتيل إيراني و60.000 قتيل عراقي.

### 1984
في ليلة 15/16 فبراير 1984، بدأ الإيرانيون بتنفيذ العملية العسكرية المسماة «فجر 5»، في القطاع الأوسط، على طول المواجَهة بين مدينتَي دهلران ومهران، باتساع 50 كم، ضد المَواقع المتقدمة للفيلق الثاني العراقي في المنطقة، وكان هدف الهجوم قطع طريق البصرة-بغداد، وبعد عدة أيام أخرى في 21 فبراير، بدأ الهجوم الثانوي الثاني للعملية «فجر 6»، من غرب مدينة دهلران الإيرانية، في اتجاه الدفاعات العراقية على المرتفعات المواجِهة لهم، والقريبة من طريق البصرة.
لم تحقق العمليتان «فجر 5»، و«فجر 6» أي نجاح رئيسي. واقتصرتا على تحقيق نتائج محدودة، بالنسبة إلى الأعمال القتالية.
كانت العملية «خيبر»، هي الهجوم الرئيسي، وكان هدف العملية مفاجأة العراقيين بهجوم قوي من اتجاه غير متوقع، وذلك بالتقدم عبْر القطاع الجنوبي حيث تنتشر المستنقعات مشكلة مانعاً طبيعياً موازياً للحدود، من العمارة شمالاً إلى شمال البصرة جنوباً، ومن سوسنكرد (الخفاجية) شرقاً حتى الناصرية غرباً، ومعظمها في الأراضي العراقية، يقابلها أراضٍ جافة من جنوب سوسنكرد (الخفاجية) الإيرانية تستمد المستنقعات مياهها من نهرَي دجلة والكارون، ويمر طريق البصرة-بغداد فوق المستنقعات، على جسر صناعي، غرب نهر دجلة، ويبلغ عمق المياه 13م في فصل الشتاء، وعرضها يصل إلى 20 كم، وينمو فيها نباتات كثيفة تعلو على مترين، مما يؤهلها لتحقيق إخفاء جيد للمتسلل عبْرها.

### 1985
في ليلة 11/12 مارس شنت إيران عمليتها العسكرية المسماة «بدر»، على مواجهة 10 كم، بين القرنة والعزير وتمكنت من اختراق الأراضي العراقية بعمق 14 كم قبل أن تتوقف في يوم 15 مارس نتيجة قيام القوات العراقية بصد القوة المهاجمة.
بعد عدة هجمات عراقية مضادة تمكنت القوات العراقية في 18 مارس من استرداد الأراضي المستولى عليها وانسحبت القوات الإيرانية مضطرة، تحت وطأة الخسائر الجسيمة التي بلغت 12 ألف رجل. بينما تكبدت القوات العراقية حوالي خمسة آلاف قتيل.
15 اب من نفس العام قامت القوة الجوية العراقية من ضرب جزيرة خرج الإيرانية مستهدفةً الميناء وخزانات النفط وعادت الطائرات العراقية سالمة إلى قواعدها

### 1986
في 6 يناير 1986 شن الجيش العراقي حملة عسكرية على الطرف الشمالي لجُزُر مجنون، بلواءَين من الفيلق الثالث، اضطرت على إثره القوات الإيرانية إلى الانسحاب من ذلك الجزء من الجُزُر، أمام ضغط القوات العراقية، استغرقت العملية يومَين وتمكن العراقيون من إجلاء الإيرانيين من الجزء الجنوبي، كذلك، واستعادة جُزُر مجنون.

### 1987
في فبراير شن الجيش إيراني عمليته العسكرية «فجر 8» وتمكن من الاستيلاء على شبه جزيرة الفاو في جنوب العراق. بدأت العمليات في يوم ممطر حتى لا تتمكن القوة الجوية العراقية من التصدي لهم وكان الهجوم مكون من 25,000 جندي إيراني. وكان سبب سقوط الفاو هو كانت تحت قيادة الجيش الشعبي الذي كان ضعيف التدريب بالعكس من الحرس الجمهوري الذي كان عالي التدريب وكذلك لم يدرك القادة العراقيين ثقل الهجوم الذي كانت تعد له إيران حتى بعد سقوط الفاو وذلك لانهم كانوا يعتقدون أن الهجوم كان إلى الشمال من الفاو على مدينة القرنة حيث يلتقي نهرا دجلة والفرات.

### 1988
بعد فشل القوات الإيرانية في محاولة التقدم من الفاو جنوباً إلى بغداد شمالا قرر القادة الإيرانيون من نقل العمليات القتال الرئيسية إلى الشمال عند محافظة السليمانية العراقية، فنقلوا قطعاتهم من الجنوب إلى الشمال وتركّز القتال شرق مدينة السليمانية. فأدرك القادة العراقيين الضعف الإيراني في الجنوب فتم التخطيط لعملية عسكرية يتم فيها تحرير الفاو في 17 إبريل وهو اليوم الذي يصادف أول أيام شهر رمضان وقد أطلقت القيادة العراقية على العملية اسم رمضانٌ مباركْ.
باشرت القطاعات العراقية تحشدها بالقرب من الفاو فقام الفيلق السابع من الجيش العراقي بالتمركز شمال شرق الفاو فيما انتشرت فرقة نبوخذنصر حرس جمهوري شمال غرب الفاو بالقرب من الحدود العراقية الكويتية وفرقة حمورابي كاحتياط في يوم 17 نيسان/أبريل 1988 في الساعة 05:30 انطلقت الطائرات العراقية مستهدفة الجسور التي أنشأها الإيرانيون بين شبه جزيرة الفاو والأراضي الإيرانية شرقاً لعزل القوة الإيرانية في الفاو وضمان عدم وصول الدعم لها، وكذلك بدأت المدفعية العراقية بضرب مواقع الجيش الإيراني وقوة الاحتياط الإيرانية شرقاً واستخدم العراق غاز الأعصاب ضد الإيرانيين لتشتيت جيش العدو وبعد ساعة أي في 06:30 تحركت الفرقة السابعة وفرقة نبوخذنصر لبدء تحرير الفاو والسفن الحربية العراقية بدأت بقصف القوات الإيرانية من الجنوب، وانهارت القوة الإيرانية أسرع مما كان في حساب القادة العراقيين حيث تحررت الفاو بعد 35 ساعة قتال واستسلم الجنود الإيرانيون وكانت خسائرهم البشرية كبيرة وغنم العراق آلاف الأطنان من المعدات والأسلحة والتجهيزات وكانت خسائر العراقيين بسيطة.
تابع العراقيون هجماتهم، في القطاع الجنوبي وتمكّنوا من إلحاق هزيمة جديدة بالقوات الإيرانية شرق البصرة، وذلك باستعادتهم مدينة شلامجة، وخسر الإيرانيون، في عشر ساعات قتال، في يوم واحد، 50 ألف مقاتل إضافة إلى عدد كبير من معدات القتال الرئيسية وخسائر بسيطة بالنسبة للعراقيين وسميت العملية باسم توكلنا على الله 1.
ثم قام العراق بتنفيذ هجوم آخر على جزر مجنون وعلى إثرها تمكن من استعادة الجزر وتحريرها وسميت العملية بتوكلنا على الله 2.
كما شنت القوات العراقية هجوماً جديداً، في الشمال، على عدة مراحل، شمل كل أنحاء المنطقة الكردية. وتمكن من استعادتها، وإجلاء القوات الإيرانية من التلال التي احتلتها وسميت العملية باسم محمد رسول الله، على إثر ذلك تم إقصاء العديد القيادات العسكرية الإيرانية بما فيهم رئيس الأركان.
أعاد الجيش الإيراني تنظيم قواته وشن هجوما جديدا في 13 يونيو 1988، في منطقة الشلامجة، لاستعادتها، تألفت القوة الإيرانية من 25 ألف جندي تمكنت بعد ثلاثة أيام من القتال من اختراق 10 كم.
دفع العراق احتياطياته من الجنود بقوة من 40 ألف جندي في 11 لواء بهجوم مضاد تمكنت من الأرض، التي استولى عليها الإيرانيون في 19 ساعة قتال، مكبدة إياهم خسائر جسيمة.
في الشمال شن الجيش العراقي هجوماً حول السليمانية وتمكن من استعادة المنطقة بكاملها، في حزيران 1988.
قبل أن ينتهي حزيران 1988، كان العراق قد شن هجومَين آخرَين. الأول، في منطقة مهران، تمكّن خلاله أن يستولي على مدينة مهران الإيرانية قبْل أن ينسحب إلى داخل حدوده.
في يوليو هاجمت القوات العراقية المناطق المحطية بالزييدات، وأسرت 2500 إيراني ثم تابعت تقدمها إلى داخل الأراضي الإيرانية، بعمق 40 كم واستولت على مدينة دهلران، جنوب مهران، إلا أنها انسحبت منها، بعد عدة أيام.

#### وقف إطلاق النار
في 18 تموز 1988، إيران تعلن قبولها قرار مجلس الأمن رقم 598 وتعلن وقف الحرب مع العراق. وتم قراءة بيان صادر عن الخميني في خطاب إذاعي، والذي أعرب فيه عن تردده واستياءه العميق في قبول وقف إطلاق النار، وقال: «ويلٌ لي لأني مازلت على قيد الحياة لأتجرّع كأس السُم بموافقتي على اتفاقية وقف إطلاق النار.. وكم أشعر بالخجل أمام تضحيات هذا الشعب»....
وافق البلدان على وقف إطلاق النار 20 آب لتبدأ بعدها المفاوضات المباشرة بين العراق وإيران في جنيف 25 آب - 7 أيلول 1988 وكان على المتفاوضين بحث قرار مجلس الأمن رقم 598 والذي يتضمن 5 نقاط هي:
1. وقف إطلاق النار
2. الانسحاب إلى الحدود الدولية
3. تبادل الأسرى
4. عقد مفاوضات السلام
5. إعمار البلدين بمساعدة دولية

فشلت الجولة الأولى وتوقفت عند المطلب الأولى (وقف إطلاق النار) بسبب الاختلاف على تطبيقه بحرا حيث أصرّت إيران على تفتيش السفن العابرة لمضيق هرمز وهو ما رفضه العراق، الجولة الثانية انعقدت في نيويورك 1 - 5 تشرين الأول 1988 على هامش انعقاد الدورة الثالثة والأربعين للجمعية العمومية للأمم المتحدة حاول خلالها الأمين العام للأمم المتحدة التقريب بين وجهات النظر للطرفين.
في 20 تشرين الأول قدم العراق طلبا لتبادل الأسرى إلا أن إيران رفضته فبادر العراق إلى الإفراج عن الأسرى الإيرانيين المرضى لديه (465 أسيراً)، مما دفع إيران لاتخاذ إجراء مماثل. وفي 31 تشرين الأول بدأت جولة جديدة من المفاوضات في جنيف بدعوة من الأمين العام للأمم المتحدة إلا أنه لم تكن بأفضل حالا من الجولات التي سبقتها مما أجبر الأمانة العامة إلى التنقل بين بغداد وطهران لتقريب وجهات النظر بين البلدين.
في آب 1990 انسحبت القوات العراقية فجأة من الأراضي الإيرانية (2,500 كم مربع)
وسلمت جميع الأسرى الإيرانيين المسجلين عندها، لتغزو القوات العراقية الكويت في 2 آب 1990.

### حرب الناقلات

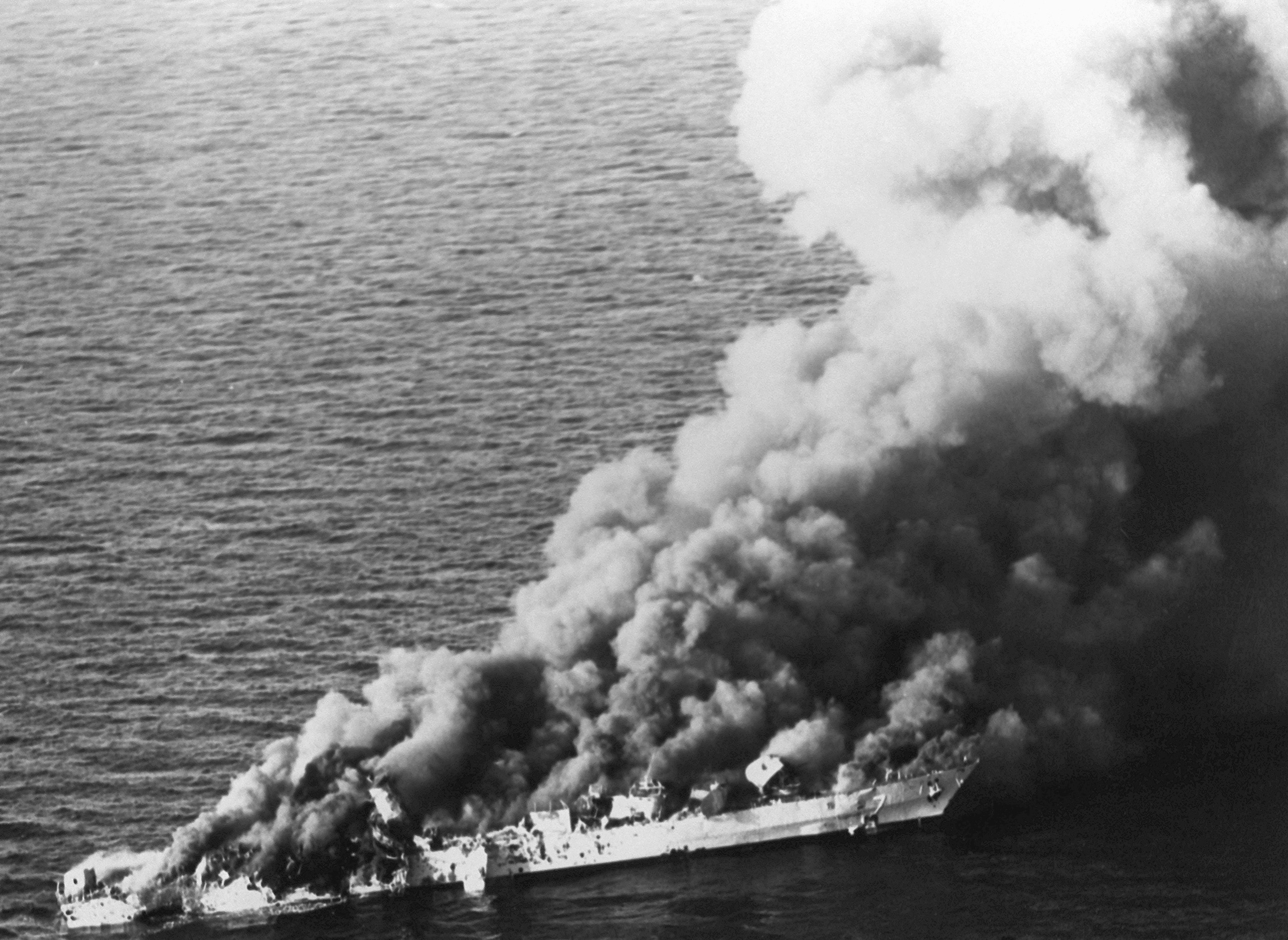
الفرقاطة سهند تحترق بعد أن ضربت بصواريخ البحرية الأمريكية

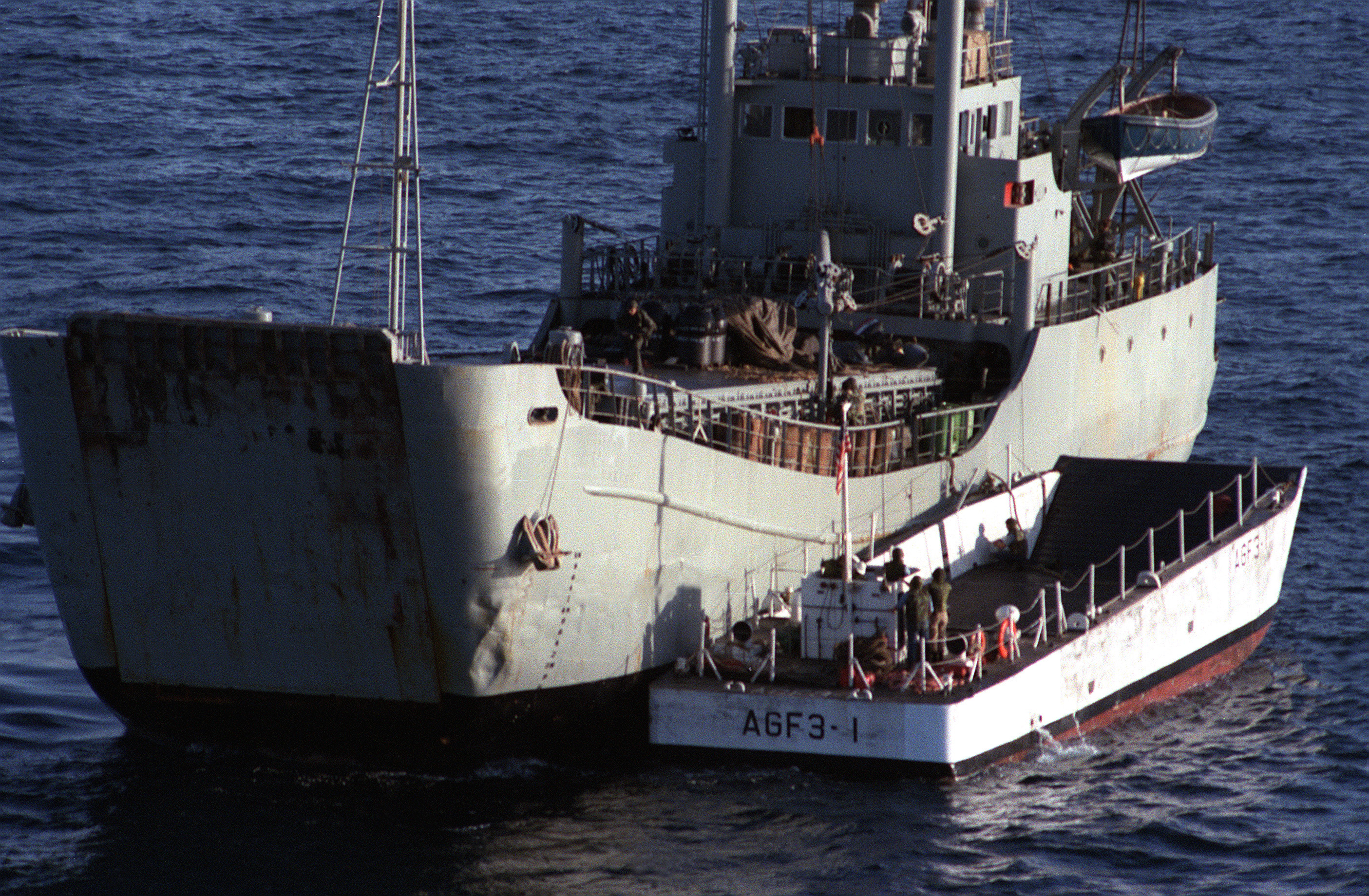
زارعة الألغام الإيرانية المستولى عليها في أيدي البحرية الأمريكية في الخليج العربي في 22 أيلول 1987

في سنة 1982 بدأ ما يسمّى بحرب الناقلات حيث سعت العراق إلى ضرب ناقلات النفط الإيرانية لإجبار إيران على وقف إطلاق النار أو السلام، مما دفع إيران للرد على مهاجمة سفنها.
وكان لدى القوة الجوية العراقية طائرات الميراج إف1 ولاحقاً حصل العراق من فرنسا بعد الحرب على صواريخ إكزوست جو-سطح المضادة للسفن وقامت الطائرات العراقية بغارات جوية على جزيرة خرج الإيرانية في 27 فبراير 1984 التي يصدر منها حوالي حوالي 1,6 مليون برميل نفط يومياً كما قامت الطائرات العراقية بضرب 7 سفن بالقرب من خرج وكرد فعل إيراني هاجمت إيران ناقلة نفط سعودية في 7 أيار 1984 وناقلة نفط كويتية قرب البحرين في 16 أيار 1984.
في أوائل يونيو أغرقت الطائرات العراقية ناقلة نفط تركية بالقرب من جزيرة خرج مما دفع قيام إيران بتسيير دوريات جوية واتخذت السعودية الإجراء ذاته وحددت منطقة اعتراض جوي أطلق عليه خط فهد خارج حدود المياه الإقليمية للسعودية وإن أي طائرة تهدد أمن الملاحة سيتم الاشتباك معها، في 5 يونيو أعلنت السعودية أن طائراتها الإف 15 قد أعترضت طائرات إف-4 فانتوم إيرانية وأسقطت إحداها فوق مياه الخليج بعد أن اخترقت الطائرات الأجواء السعودية، بعد يومين من الحادثة فجّرت قنبلة في مبنى السفارة السعودية في بيروت.
بينما رُفِع الأعلام الأمريكية على السفن الكويتية لتوفير الحماية لها. لكن هذا الأجراء لم يمنع الإيرانيين من مهاجمة السفن مما حدى بالأسطول الأمريكي إلى مهاجمة سفن إيرانية، ومن أشهر هذه الهجمات الهجوم الذي وقع في 18 أبريل 1988 ودمر فيه سفينتين حربيتين إيرانيتين.
وفي 3 يوليو 1988، أسقطت البحرية الأمريكية طائرة ركاب مدنية إيرانية، من نوع إيرباص إيه 300 تابعة لشركة إيران للطيران فوق مضيق هرمز بالخليج العربي كانت في رحلة من مطار بندر عباس الدولي إلى مطار دبي الدولي وقتل جميع من على متنها وعددهم 290 راكب وملاح، بعد أن أسقطت بصاروخ أرض-جو من نوع (RIM-66) أطلق من الطراد يو اس اس فينسين، وذلك آثر تحليق الطائرة فوقه.
في خضم كل هذه الأحداث تم الكشف عن قضية إيران - كونترا ضمن صفوف إدارة الرئيس الأمريكي آنذاك رونالد ريغان حيث تم الكشف عن حقيقة أن الولايات المتحدة كانت تبيع الأسلحة لإيران وكانت تستخدم الأموال من تلك الصفقة لدعم الثوار في نيكاراغوا.

### حرب المدن
مع اقتراب نهاية الحرب بدأ الخمول يظهر على أداء الجيشين العراقي والإيراني نتيجة للاستنزاف الطويل للذخيرة الحربية والقوة البشرية للجيشين، فبدأت مرحلة سوداء في تاريخ الحرب وهي قصف المدن بصورة عشوائية عن طريق صواريخ سكود أو أرض-أرض طويلة المدى حيث راح ضحيتها الكثير من المدنيين.
وبدأت القوات الجوية العراقية بضربات إستراتيجية للمدن الإيرانية، واستهدفت الضربات طهران بشكل أساسي مع بداية سنة 1985، فقامت إيران بقصف العاصمة بغداد بصواريخ سكود البعيدة المدى. ورد العراق بالمثل بقصف طهران.
ووصل الأمر إلى حد استهداف العراق الطائرات المدنية ومحطات القطار وتدمير ثلاثة وأربعين مدرسة في عام 1986 فقط أدى لمقتل مئات التلاميذ وبالمثل إيران كحادثة «مدرسة بلاط الشهداء» التي راح ضحيتها الكثير من التلاميذ العراقيين، وقامت الدولتين باستعمال الأسلحة الكيمياوية في الحرب والعراق بشكل أكثر إلى أن أتت إدانة الأمم المتحدة لاستعمال الأسلحة الكيماوية وذلك سنة 1983، ولم تتمتع الحكومة الإيرانية بدعم دولي على عكس العراق الذي كان يتمتع بإسناد ذو قاعدة عريضة، كل هذه العوامل مجتمعة أدت لموافقة إيران على هدنة اقترحتها الأمم المتحدة والتي وصفها الخميني «كأس السم» حسب تعبيره في 8 آب 1988، حيث كانت إيران ترفض أي قرار من مجلس الأمن ما لم يعترف بأن العراق هو البادئ بالاعتداء وإقرار التعويضات اللازمة لإيران والتي قد تصل إلى 200 مليار دولار.

## التمويل المالي للعراق أثناء الحرب
موَّلَت كثير من الدول العربية العراق بالأسلحة والأموال أثناء حربها على إيران، وخصوصًا السعودية والكويت ودول الخليج العربي، حيث قَدَّرَ البعض التمويل المالي من الدول الخليجية للعراق أثناء الحرب بـ50 مليار دولار أمريكي. كما قدمت دول مثل الكويت والسعودية والأردن دعمًا لوجستيًا وعسكريًا للعراق من خلال السماح بمرور المعدات والآلات والأسلحة عبر موانئها نحو الأراضي العراقية. وكانت الكويت من أكبر الداعمين للعراق حيث قُدِّرَ أنه كانت تعبر الحدود الكويتية 500 إلى ألف شاحنة يوميًا خلال عام 1981م.

## الأسلحة الكيماوية

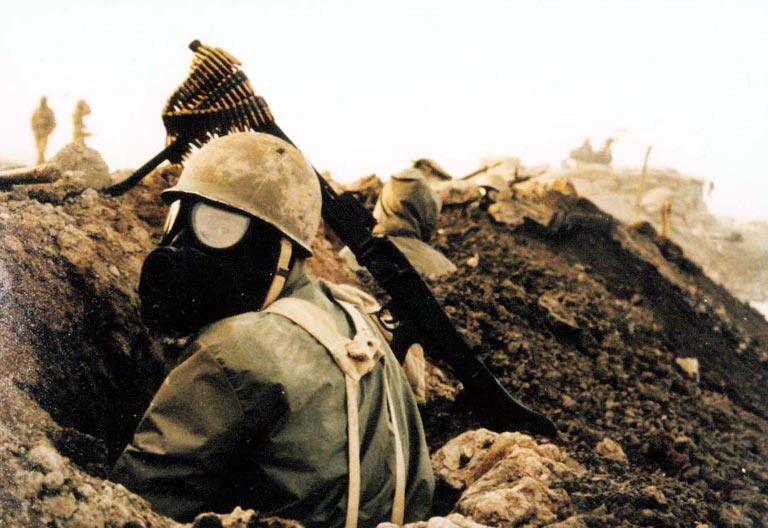
جندي إيراني يرتدي قناع غاز خلال الحرب بين إيران والعراق

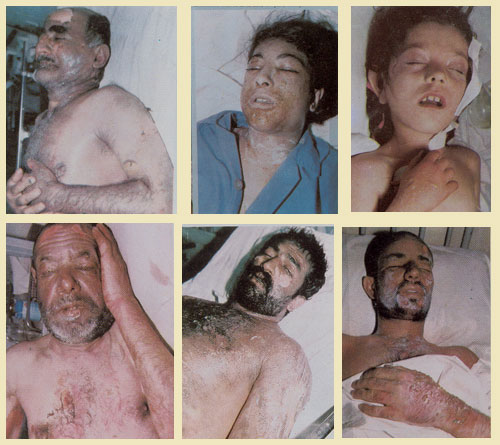
ضحايا هجوم مادة كيميائية عام 1987 في سردشت، إيران

### استخدام العراق الأسلحة الكيماوية
تقدر وكالة المخابرات المركزية الأمريكية أن الإيرانيين تكبدوا خسائر بشرية تزيد على 50,000 شخص نتيجة استخدام العراق لعدد من الأسلحة الكيميائية، وذلك بحسب تقرير صادر عام 1991م رفعت عنه السرية، وعلى الرغم من أن التقديرات الحالية تشير إلى ان حجم الخسائر البشرية يتجاوز 100,000 مع استمرار الآثار طويلة الأمد لتسبب الخسائر. إن التقديرات الرسمية لوكالة المخابرات المركزية لا تشمل السكان المدنيين الملوثين في المدن المتاخمة أو الأطفال والأقارب من قدامى المحاربين[بحاجة لمصدر]، وكثير منهم قد تعرضوا للمضاعفات في الدم والرئة والجلد، وفقا لمنظمة المحاربين القدامى في إيران. وفقا لمقال نشر عام 2002 في «وستار ليدجر»، 20,000 جنديا إيرانيا قتلوا على الفور من قبل غاز الأعصاب. اعتبارا من عام 2002، 5000 من 80,000 ناجي يواصلون السعي إلى العلاج الطبي العادي، في حين أن 1000 هم المرضى المنومون في المستشفى.
ووفقا لوثائق العراقية، تم الحصول على المساعدة في تطوير الأسلحة الكيماوية من الشركات في العديد من البلدان، بما في ذلك الولايات المتحدة وألمانيا الغربية وهولندا، والمملكة المتحدة، وفرنسا. وذكر تقرير أن الشركات الهولندية، الأسترالية والإيطالية والفرنسية وألمانية الغربية والشرقية شارکت في تصدير المواد الخام للمصانع الأسلحة الكيماوية العراقية.
وتظهر وثائق وكالة المخابرات المركزية رفعت عنها السرية، أن الولايات المتحدة کانت تقدم المعلومات الاستخباراتية والاستطلاعية للعراق حوالي 1987-1988 الذي كان آنذاك يستخدم لشن الهجمات بالأسلحة الكيميائية ضد القوات الإيرانية وأن وكالة المخابرات المركزية كانت تعلم تماما أن الأسلحة الكيميائية سيتم نشرها وتتبعها هجمات غاز السارين.
في 21 مارس عام 1986، قدم مجلس الأمن التابع للأمم المتحدة إعلانا مشيرا إلى أن «أعضاء يشعرون بالقلق العميق من قبل استنتاج بالإجماع من المتخصصين أن الأسلحة الكيميائية تم استخدامها من قبل القوات العراقية ضد القوات الإيرانية في مناسبات عديدة، وأعضاء المجلس بشدة يدينون هذا الاستخدام المستمر للأسلحة الكيميائية في انتهاك واضح لبروتوكول جنيف لعام 1925، الذي يحظر استخدام الأسلحة الكيميائية في الحرب». وكانت الولايات المتحدة العضو الوحيد الذي صوت ضد صدور هذا البيان. ووجدت بعثة إلى المنطقة في عام 1988 أدلة على استخدام الأسلحة الكيميائية، وأدينت في قرار 612 لمجلس الأمن.
وفقا لوولتر باتريك لانغ، كبار ضباط الاستخبارات العسكرية في وكالة استخبارات الدفاع الأمريكية لريغان ومساعديه في ذلك الوقت، استخدام الغاز في ساحة المعركة من قبل العراقيين لم يکن قلقا استراتيجيا عميقا، لأنهم كانوا يائسين من التأكد من أن العراق لم يخسر." وادعى "لانج" أن وكالة الاستخبارات الدفاعية "لن تقبل أبدا استخدام الأسلحة الكيميائية ضد المدنيين، ولكن اعتبر استخدامها ضد الأهداف العسكرية أمرا لا مفر منه في الصراع العراقي من أجل البقاء." ولکن تم استخدام هذه الأسلحة من قبل العراق ضد المدنيين وإدارة ريغان لم تتوقف مساعدة العراق بعد تلقي تقارير عن استخدام الغازات السامة ضد المدنيين الأكراد.

### استخدام إيران الأسلحة الكيماوية
كذلك اتهمت الولايات المتحدة إيران باستخدام الأسلحة الكيماوية وإن کانت هذه المزاعم المتنازعة عليها. أجرى جوست هلترمان، الباحث الرئيسي لهيومن رايتس ووتش بين عامي 1992 و1994 دراسة لمدة سنتين التي شملت التحقيق الميداني في العراق، وحصول على وثائق الحكومة العراقية في هذه العملية. وفقا لهلترمان، ما كتب حول الحرب بين إيران والعراق يعكس ادعاءات استخدام الأسلحة الكيماوية من قبل إيران، ولكنها «ضعيفة بسبب عدم وجود خصوصية من حيث الزمان والمكان، وعدم تقديم أي نوع من الأدلة».
وصف المحلّلان غاري سيك ولورنس بوتر الاتهامات الموجهة لإيران «مجرد ادعاءات»، وأعلنا: «لم تقدّم أبدا أدلة مقنعة من الادعاء بأن إيران كانت المتهم الرئيسي لاستخدام الأسلحة الكيميائية.» وقال مستشار السياسة ومؤلف جوزيف تارجرت: «إيران لم تنتقم باستخدام الأسلحة الكيميائية، ربما لأنها لم تكن تملك أيّاً في ذلك الوقت».
في محاكمته في ديسمبر كانون الأول عام 2006م، قال صدام إنه يتحمل المسؤولية «بشرف» عن أي هجمات على إيران باستخدام أسلحة تقليدية أو كيماوية خلال الحرب 1980-1988، لكنه رفض اتهامات بأنه أصدر الأوامر بمهاجمة العراقيين. وتم وصف تحليلٍ طبي لآثار غاز الخردل العراقي في الكتاب العسكري الأمريكي ويتناقض آثار غاز الحرب العالمية الأولى.
خلال الحرب، أصدر مجلس الأمن بيان قال فيه أن «الأسلحة الكيميائية قد استخدمت في الحرب». لم يوضح البيان أن العراق هو فقط من أستخدم، ووفقاً لمؤلفين مطلعين «ظل المجتمع الدولي صامتاً تجاه استخدام العراق أسلحة دمار شامل ضد الإيرانيين وكذلك الأكراد العراقيين.» لم يعترف مجلس الأمن بالعراق على أنه الطرف المعتدي بالحرب حتى 11 ديسمبر 1991، بعد حوالي 12 سنة من غزوا العراق لإيران وبعد 16 شهر من غزو العراق للكويت.

## الجبهة الداخلية

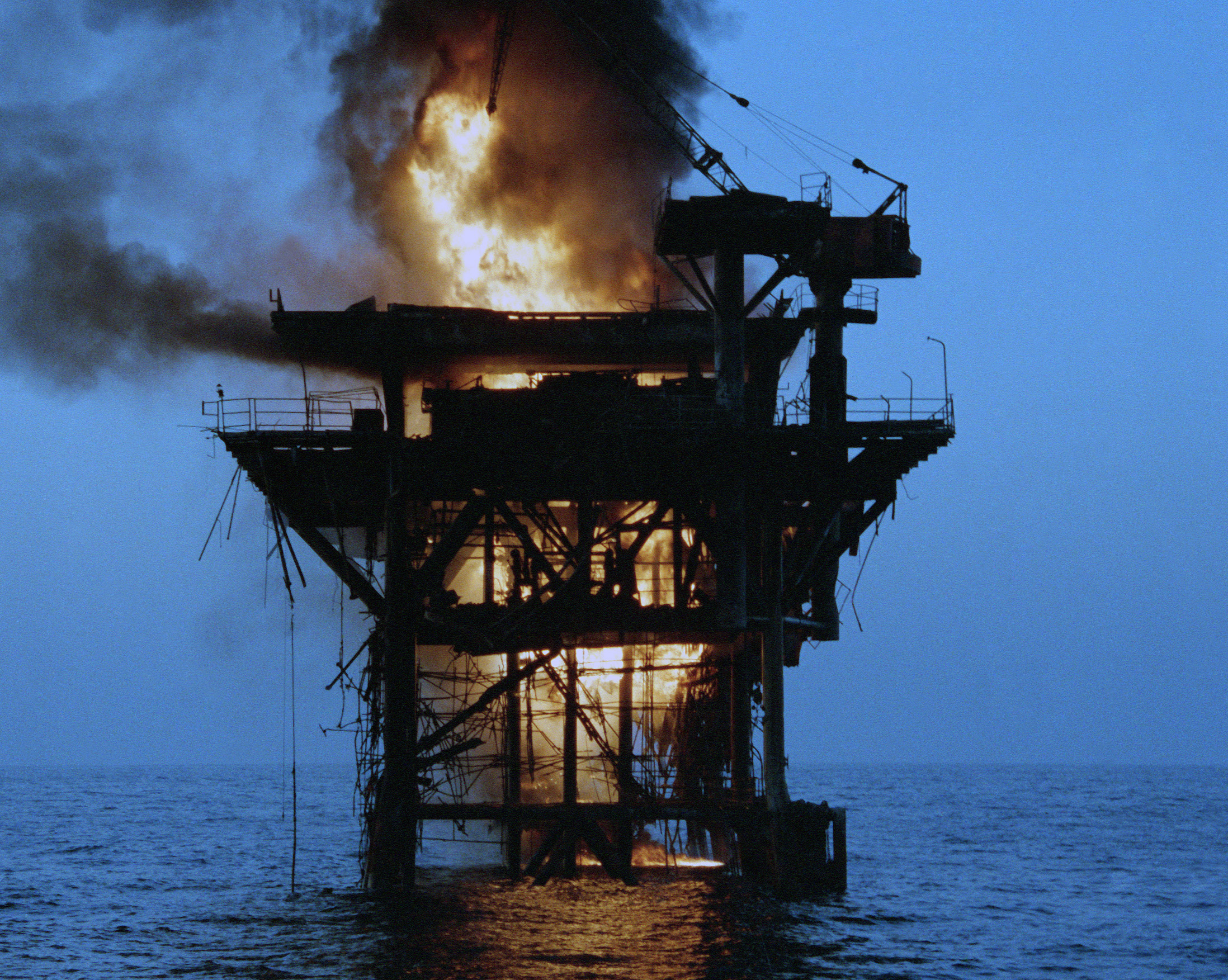
منصة نفط إيرانية تشتعل بها النيران في الخليج العربي

### العراق
حين بدأت الحرب في 1980 كان عدد السكان في العراق قد بلغ 13 مليون نسمة، وهو ما يشكل ثلث عدد سكان إيران آنذاك، تمثلت الصادرات العراقية في مجملها من النفط، وقبيل اندلاع الحرب كانت صادرات النفط من العراق تبلغ 3.3 مليون برميل يومياً في المتوسط خلال سنتي 1979 و 1980  إلا أن هذا المعدل انخفض كثيرا خلال سنوات الحرب بسبب تعذر تصدير النفط من الموانئ البحرية على الخليج العربي والاعتماد على خط أنابيب كركوك-جيهان لتصدير النفط.

### إيران
بلغ إنتاج إيران من النفط في السنة المالية 1980/1981 1.48 مليون يوميا يصدر منه 762,000 برميل يوميا في المتوسط ، عشية اندلاع الحرب العراقية الإيرانية في أيلول 1980 كان متوسط التصدير اليومي 700.000 برميل انخفض هذا المعدل بسبب الأضرار التي أصابت منشئات تصدير النفط في جزيرة خرج الإيرانية.
معامل تكرير النفط الإيرانية تأثرت دورها بالحرب لاسيما مصفاة عبادان التي تعد أكبر مصافى النفط بالعالم إذ كانت المصفاة على مرمى نيران المدفعية العراقية، وقبل بداية الحرب كانت طاقة المصفاة التكريرية تصل إلى 630.000 برميل من النفط يومياً، قدرت الحكومة الإيرانية الأضرار الاقتصادية للحرب على الاقتصاد الإيراني بحوالي 450 مليار دولار شملت الأضرار التي أصابت البنى التحتية والخسارة من فاقد الإنتاج دون احتساب النفط.

## الأسلحة

### العراق
تتألف غالب أسلحة الجيش العراقي من قطع سوفيتية وطوال سنوات الحرب الثمانية أشترى العراق أسلحة من الاتحاد السوفيتي والصين ومصر وفرنسا والمملكة المتحدة.
في يناير 1981 تسلم العراق أولى طائرات ميراج إف-1 البالغ عددها 60 طائرة التي كانت بغداد قد تعاقدت عليها قبل الحرب، موسكو بالرغم من كونها قد أعلنت حيادها بالصراع الدائر بين العراق وإيران وفرضها لحظر سلاح على بغداد إلا أنها أستئنفت صادراتها من السلاح إلى العراق في منتصف 1981 وبحلول نهاية هذه السنة كان العراق قد تسلم من موسكو كميات من السلاح تضمنت 200 دبابة من طرازات تي-55 وتي-72 وصواريخ سام 6 أرض-جو.
فی فبرایر 1981 کشفت تقاریر استخباراتیة غربية عن إرسال بولندا 100 دبابة تي-55 للعراق عبر الأراضي السعودية  وقع في فبراير 1982 وزير الخارجية العراقي خلال زيارته للندن عقداً لإصلاح 50 دبابة تشفتين إيرانية أستولت عليها القوات العراقية في المعارك.
في 1984 وقع العراق مع الأتحاد السوفيتي عقد تسلح بـ 2,5 مليار دولار تضمن تسليم 30 طائرة ميج 25 وميج 23 و 200 دبابة تي-62 و 100 دبابة تي-72.

### إيران
غالب معدات وأسلحة الجيش الإيراني كانت أمريكية منذ زمن الشاه، وخلال الحرب باعت سوريا وليبيا وكوريا الشمالية والصين لإيران الأسلحة.
زودت ليبيا إيران بدبابات سوفيتية وقد أنهت في صيف سنة 1981 أول مجموعة من طواقم الدبابات الإيرانيين تدريباتهم في الصحراء الليبية وبعد فترة قصيرة من رجوعهم شحنت ليبيا 190 دبابة سوفيتية لميناء بندر عباس في إيران، وبحلول ديسمبر 1981 كان قد وصل إيران من ليبيا 300 دبابة سوفيتية من طرازات T-54 وT-55 و T-62 وتلقى 250 جندي تدريباتهم في ليبيا.
إسرائيل باعت من مخزونها العسكري لإيران ذخائر وقطع غيار بقيمة تتراوح 50 إلى 70 مليون دولار عن طريق تجار سلاح خاصين خلال أعوام 1981 و 1982 ، شملت الأسلحة التي بيعت لإيران على 150 مدفع أمريكي مضاد للدروع نوع إم-40 مع 24,000 قذيفة لكل مدفع، وقذائف عيار 106 ملم 130 ملم 203 ملم 175 ملم، صواريخ مضادة للدروع بي جي إم-71 تاو وقطع غيار لطائرات ودبابات. كما أشترت إسرائيل ذخائر وقطع غيار بقيمة تتراوح من 50 إلى 100 مليون دولار من أوروبا الغربية لصالح وسطاء يعملون لإيران. الصين باعت 100 طائرة F-6 لطهران سلمت ما بين سنتيّ 1981 و 1982
في مارس 1982 زار وفد سوري العاصمة الإيرانية طهران برئاسة وزير الخارجية عبد الحليم خدام، وقعت خلال الزيارة عدة اتفاقيات لتصدير 9 ملايين طن سنوياً من النفط الإيراني إلى سوريا، 2,7 مليون طن تحت شروط مقايضة والباقي يدفع نقداً بينما ستستورد إيران من سوريا ما بين 300,000 إلى 400,000 طن من الفوسفات لمدة سنة واحدة، بعد عام كشفت مصادر غربية أن سوريا كانت تستورد 100.000 برميل نفط يوميا بسعر مخفض من إيران بقيمة 28 دولار أمريكي و 20.000 برميل تحت شروط مقايضة و 10.000 برميل نفط مجاناً في الوقت الذي كان سعر برميل نفط أوبك الرسمي هو 34 دولار أمريكي، تم خلال الزيارة أيضا إبرام عدة عقود سلاح لإيران تضمت بيع مدافع 130 ملم هاوتزر، وذخيرة ومحركات دبابات ومدافع مضادة للطائرات، كما أوقفت سوريا في 10 أبريل من نفس العام خط الأنابيب العراقي المار في أراضيها.، المملكة المتحدة أرسلت لإيران جواً قطع الغيار اللازمة لدبابات تشفتين وللمدرعات الأخرى سنة 1985.
الولايات المتحدة الأمريكية بالرغم من أنها قد فرضت حظراً على صادرات السلاح لإيران إلا أنها باعت السلاح سراً عن طريق إسرائيل وهو ما عرف لاحقاً باسم قضية إيران - كونترا وتضمنت الأسلحة التي بيعت من الولايات المتحدة لإيران عن طريق إسرائيل صواريخ تاو مضاد للدروع وقطع غيار لبطاريات إم آي إم-23 هوك وصواريخ هوك مضاد للطائرات، ليبيا باعت صواريخ دفاع جوي سام 6 لإيران كما أشترت إيران كتيبتي صواريخ أرض-جو من سوريا وأسلحة دفاع جوي من كوريا الشمالية والاتحاد السوفيتي.